# Jacques Lafaye
Pour les articles homonymes, voir Lafaye.
Jacques Lafaye, né le 21 mars 1930 à Paris et mort le 8 juillet 2024 au Mexique, est un historien, anthropologue, ethnologue, enseignant et écrivain français, spécialiste des civilisations préhispaniques et de l'histoire culturelle et religieuse espagnole et latino-américaine.
Jacques Lafaye a écrit et publié, depuis le début des années 1960, de manière constante, de nombreux ouvrages sur l'histoire culturelle et religieuse espagnole et puis latino-américaine. Son travail le plus populaire est "Quetzalcoatl et Guadalupe" écrit en 1974 concernant la formation de la Conscience nationale mexicaine avec en introduction, un prologue d'Octavio Paz qui considère que ce livre est une clé dans la compréhension de la culture mexicaine contemporaine et comme l'une des plus complètes analyses de la période coloniale au Mexique.

## Biographie
Jacques Lafaye a étudié la civilisation et la culture espagnole et obtint la licence et la maîtrise de la langue et de la littérature espagnoles. (1951-53).
Il fut nommé professeur agrégé en lycée en 1954. Il poursuivit en parallèle des études à l'École pratique des hautes études. Il obtint la licence d'ethnologie, à l'Institut d'ethnologie rattaché au Musée de l'homme à Paris.
Dans les années 1960, il assuma la fonction de maître-assistant à l'Institut des Hautes Études de l'Amérique Latine des Universités de Paris ainsi qu'à la Sorbonne où il fut le maître-assistant du professeur Robert Ricard, directeur de l'Institut hispanique. Durant cette période, il fut membre attaché de recherche au CNRS.
Dans la seconde moitié des années 1960, il devint maître de Conférences à l'université de Strasbourg, et Directeur de l'Institut d'éducation portugais.
Jacques Lafaye fut nommé secrétaire général de la Société des Américanistes de Paris et rédacteur en chef du Journal des Américanistes. Il fut également membre de la Section Scientifique de la Casa de Velázquez (École Française des Hautes Études hispaniques à Madrid).
En 1971, il est diplômé d'un doctorat d'État à l'université de la Sorbonne Nouvelle (Paris III) et sera nommé l'année suivante professeur à l'université de Paris-Sorbonne (Paris IV), poste qu'il assumera jusqu'en 1990.
Jacques Lafaye fut également maitre de Conférences associé au collège Érasme (Université catholique de Louvain) en Belgique de 1971 à 1985. Il fut aussi chargé de cours, à l'École Normale Supérieure de la rue d'Ulm. Il assuma les fonctions de directeur de l'Institut d'Études ibériques et latino-américaines à la Sorbonne ainsi que directeur du centre universitaire d'études catalanes de la Sorbonne. Il était également professeur et chercheur au Colegio de Jalisco au Mexique.

## Publications
- Splendeurs de l’Espagne, en collaboration avec Yves Bottineau et François Cali, éditions Arthaud, Paris, 1961.
- Les conquistadores, Collection Le temps qui court, Éditions Le Seuil, Paris, 1964.
- Quetzalcóatl et Guadalupe. La formation de la conscience nationales au Mexique (1531-1813), Prologue d'Octavio Paz, Éditions Gallimard, Paris, 1974.
- Quetzalcóatl and Guadalupe. The formation of Mexican National Consciousness, 153-1813, trad. de Benjamin Keen, The University of Chicago Press, Chicago, 1976.
- Quetzalcóatl y Guadalupe. La formación de la conciencia nacional de México, 1531-1813, trad. de Ida Vitale y Fulgencio López Vidarte, Fondo de Cultura Económica, Mexique, 1977.
- Manuscrit Tovar. Origines et croyances des indiens du Mexique, édition bilingue français-espagnol, collection d´œuvres représentatives, UNESCO, Akademische Druck und Verlagsanstalt, Autriche, 1972
- Por amor al griego. La nación europea, señorío humanista. (Siglos XIV-XVII), Fondo de Cultura Económica, Mexique, 2005.
- Simbiosis. Arte y sociedad en México, Proemio de Teresa del Conde, Conaculta, Mexique, 2009.
- De la historia bíblica a la historia crítica. El tránsito de la conciencia occidental, FCE, Mexique, 2013.

## Distinctions

### Récompenses
- Prix Lugné Poë, Paris, 1949.
- Prix du duc de Loubat, Paris, 1974.
- Prix Becucci, Louvain, 1976.
- Prix de la Fondation Singer-Polignac, Paris, 1984.
- Membre associé de la Real Academia de la Historia, Madrid, 1980.
- Membre associé de la Real Academia Española, Madrid, 1981.
- Membre du Comité éditorial du Boletín de la Real Academia Española, Madrid, 2010.
- Membre de The Hispanic Society of America, New York, 1991.

### Décorations
- Commandeur de l'Ordre royal d'Isabelle la Catholique, Espagne, 1985.
- Commandeur de l'ordre des Palmes académiques, 1994.
- Chevalier de la Légion d'honneur, France 1998.
- Ordre de l'Aigle aztèque, Mexique, 2006.